# Virgen de la Candelaria (Chile)

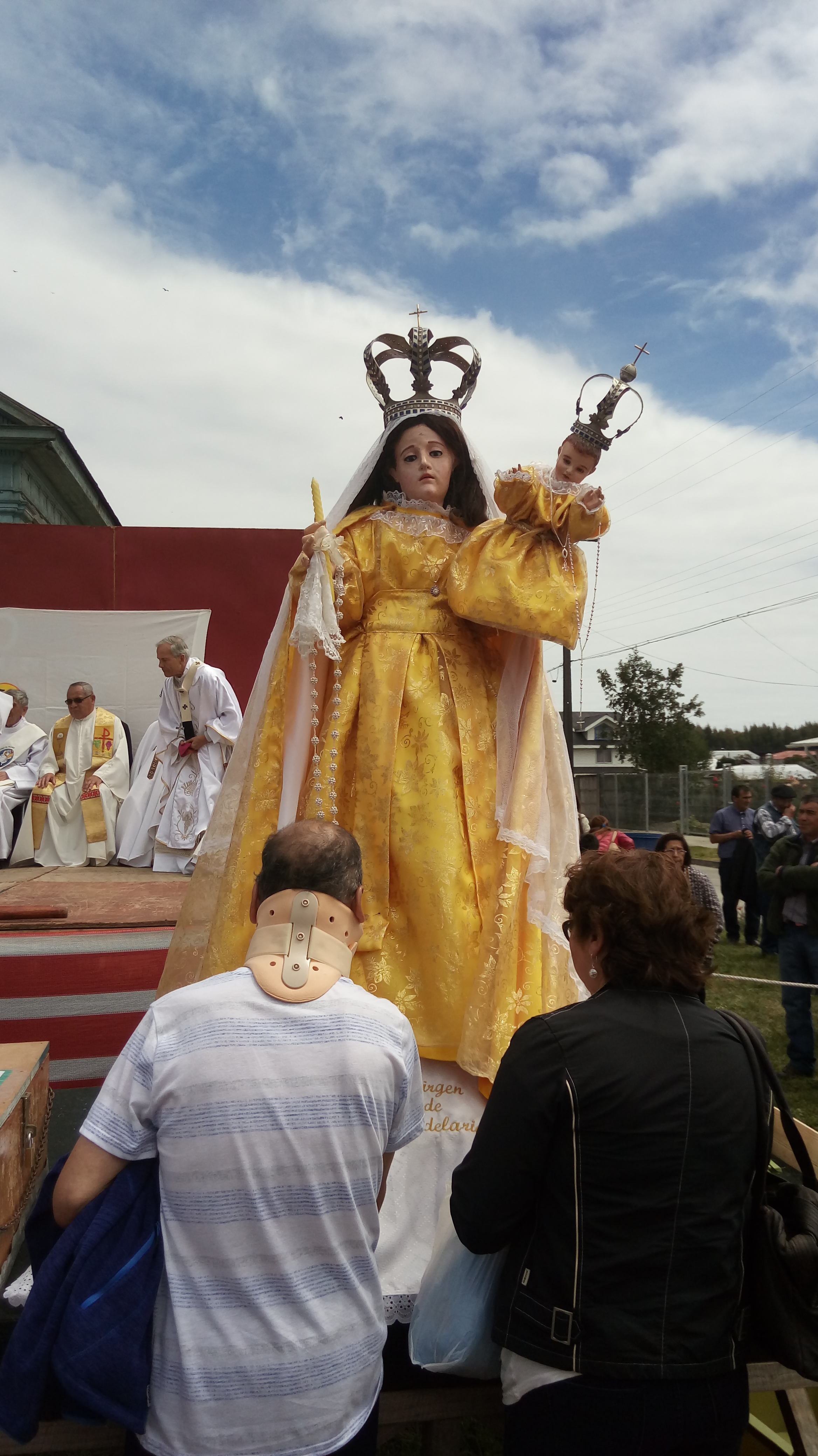
Imagen de la Virgen de la Candelaria, venerada en Carelmapu, en la región de Los Lagos, convoca la fiesta religiosa más importante del sur de Chile

La advocación mariana de la Virgen de la Candelaria en Chile se manifiesta tanto en el norte como en el sur del país, pero su festividad más concurrida se lleva a cabo en Copiapó, en la Región de Atacama.

## Historia

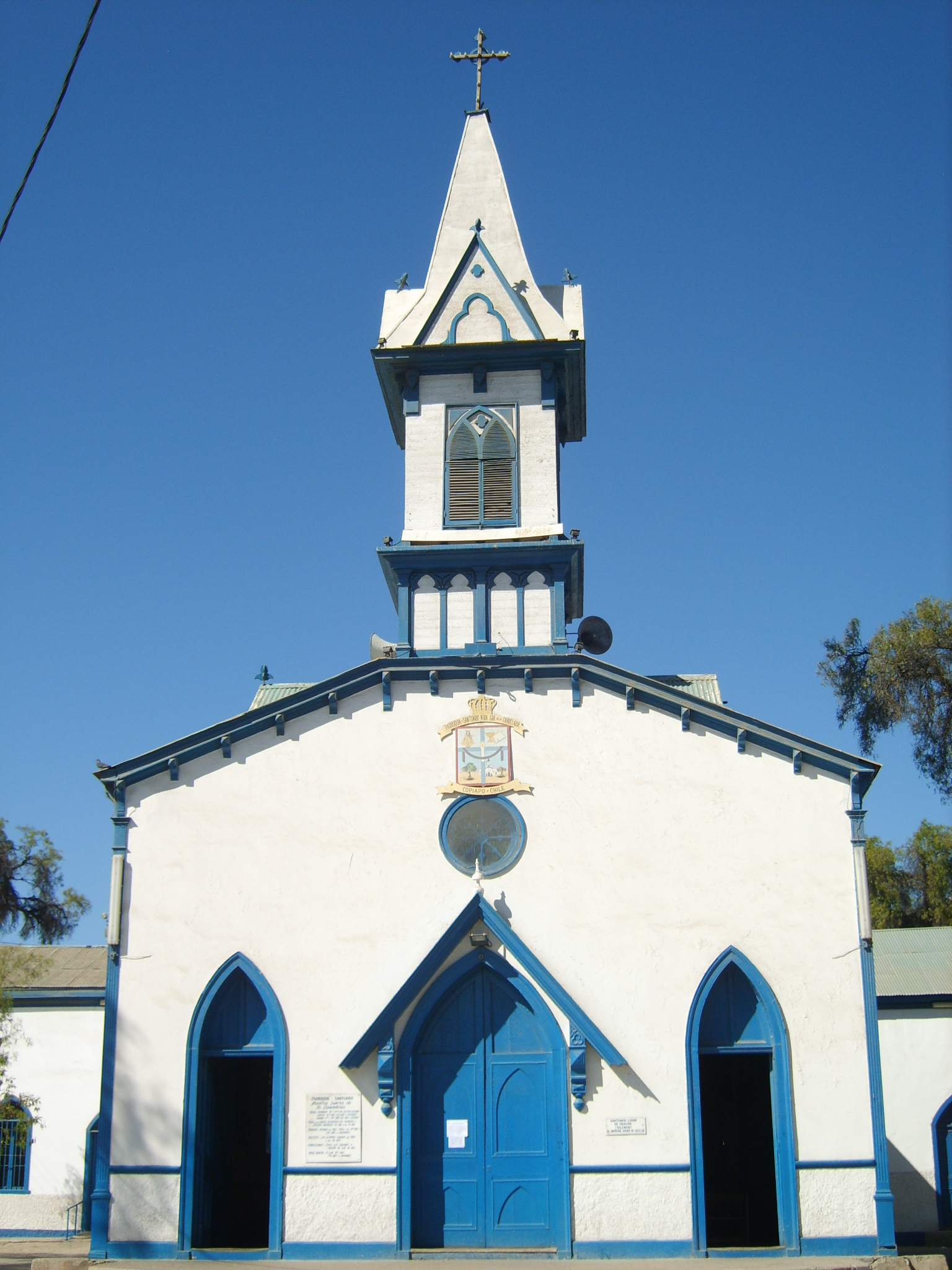
Santuario de La Candelaria en Copiapó.

El culto a la Virgen de la Candelaria en Chile surge principalmente desde la época colonial, se tienen registros del siglo XVII que ya se le rendía culto en los fuertes de Concepción y Carelmapu, no se sabe exactamente cuales fueron los misioneros que trajeron está devoción al país.
Al igual que en otras partes de América, el culto a esta advocación se debe al descanso y abastecimiento que los conquistadores españoles debían hacer en las costas de las Islas Canarias, es en esta zona insular donde la advocación nace, por lo que los españoles, encomendándose a esta advocación, emprendían rumbo a América, erigiéndole templos y haciendo imágenes de esta advocación a lo largo del continente.

### Historia del Hallazgo de Ntra. Sra. de la Candelaria
El arriero Mariano Caro Inca descubrió en 1780 una figura tallada en piedra plana, de 14 centímetros de alto que estaba en las cercanías del Salar de Maricunga. Posteriormente fue llevada al "pueblo de los indios" (lo que actualmente es un sector de Copiapó que se conocía como Pueblo de Indios de San Fernando) y desde allí comienza su veneración.
La tradición popular, sostiene que fue la propia Virgen la que lo llamó a su encuentro, al ser atrapado por una tormenta cordillerana, divisó a lo lejos una tenue luz corriendo siguió su destello y fue así como encontró una cueva, que le permitió abrigo de la tormenta. La Virgen de la Candelaria es una pequeña figura hecha de piedra plana de tan solo 14 centímetros de altura, recibe el nombre de Candelaria por llevar en uno de sus brazos al niño Jesús, y en el otro una candela encendida. La Virgen en la actualidad, se encuentra resguardada en una pequeña vitrina detrás del altar mayor, a un costado descansan los restos de su descubridor, Mariano Caro Inca.

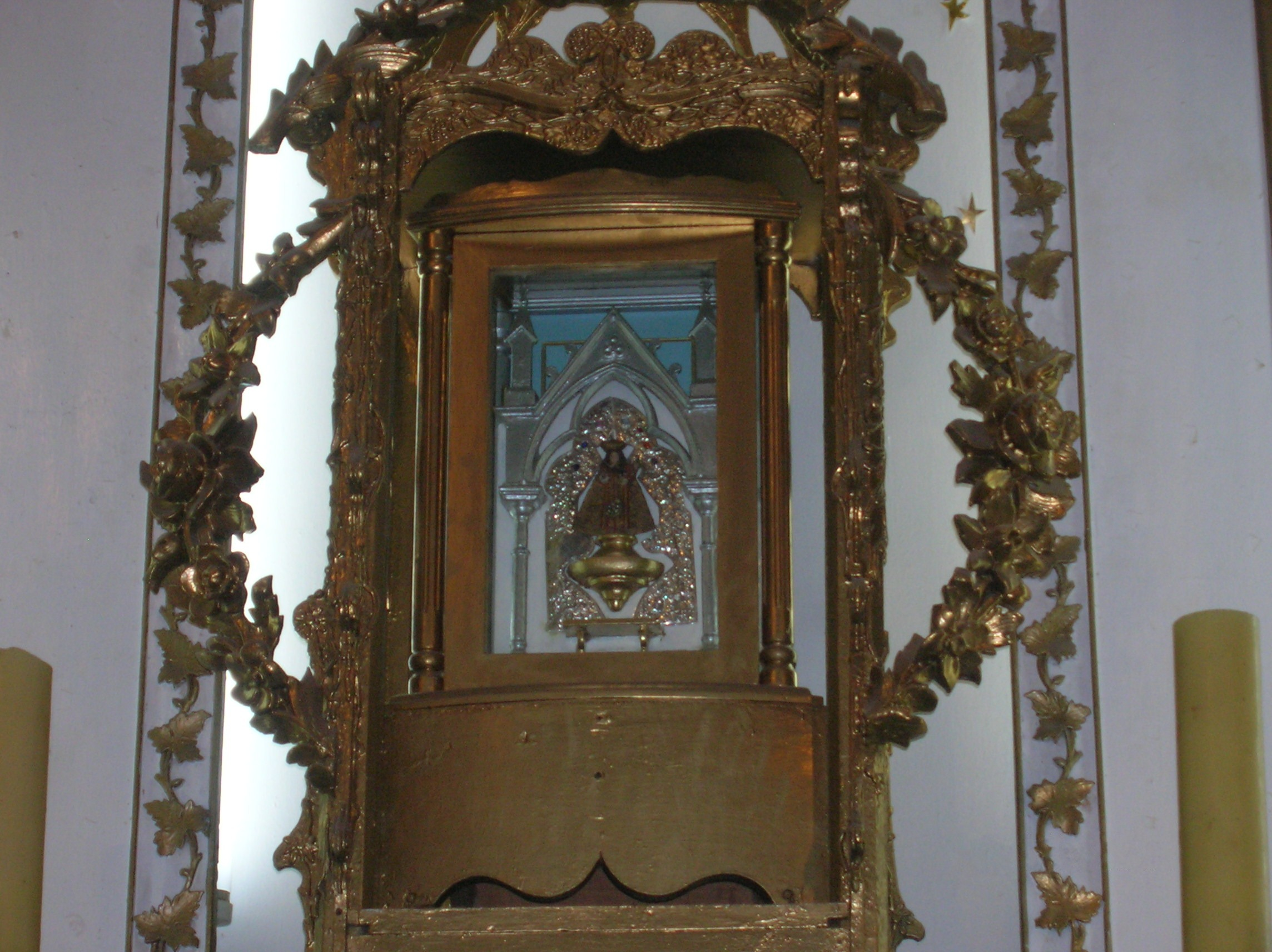
Imagen histórica de Nuestra Señora de la Candelaria, hallada por Mariano Caro Inca en 1780.

La capilla de La Candelaria, en la ciudad de Copiapó, donde residía la imagen, fue devastada por un terremoto (o incendio) en 1922, quedando solamente en pie la cúpula central y sus bases que eran principalmente de adobe, paja y brea. Sin embargo, se inicia la construcción del nuevo templo que alberga la imagen.
El Santuario de la Virgen de la Candelaria se ubica en la ciudad de Copiapó, donde los fieles se congregan a celebrar la festividad de la Candelaria el día 2 de febrero, celebración denominada como la "Fiesta Grande", y posteriormente el 15 de agosto, para celebrar la "Fiesta Chica" en el contexto de la Asunción de la Virgen. Además, tiene otras Fiestas Religiosas, como lo son el día de la Oración por Chile, en el último domingo de septiembre y el día de la Inmaculada Concepción, el día 8 de diciembre.
El Santuario de la Virgen de la Candelaria, es el único Santuario en Chile que posee dos imágenes de la misma advocación, en él encontramos la Imagen Histórica de Nuestra Señora de la Candelaria, que fue la que encontró el arriero en la cordillera, y la Imagen Grande de Nuestra Señora de la Candelaria, traída por el Padre Negro, para poder ser venerada de mejor forma, ya que los feligreses no podían acercarse mucho a la Imagen Original, debido a su fragilidad. Es por eso que en la Imagen Grande de la Virgen, es donde se concentra toda la atención, y es la que más sale del Santuario, sin dejar de lado la importancia de la Imagen Histórica, que esta solo sale de su Santuario en las procesiones más solemnes de la Fiesta.

## Devoción

### La Virgen de la Candelaria en Copiapó

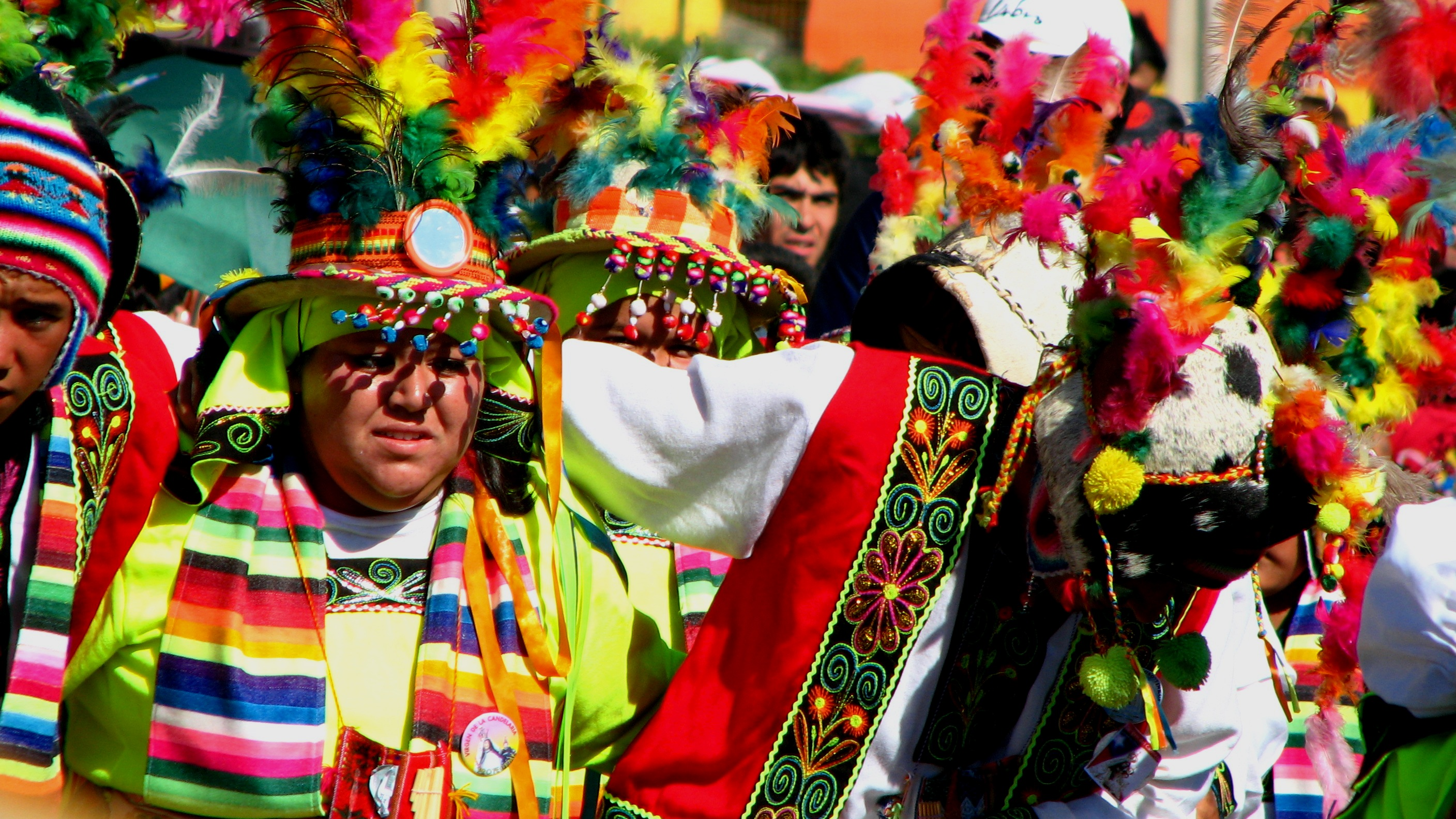
Baile Tinku en las festividades de La Candelaria en Copiapó.

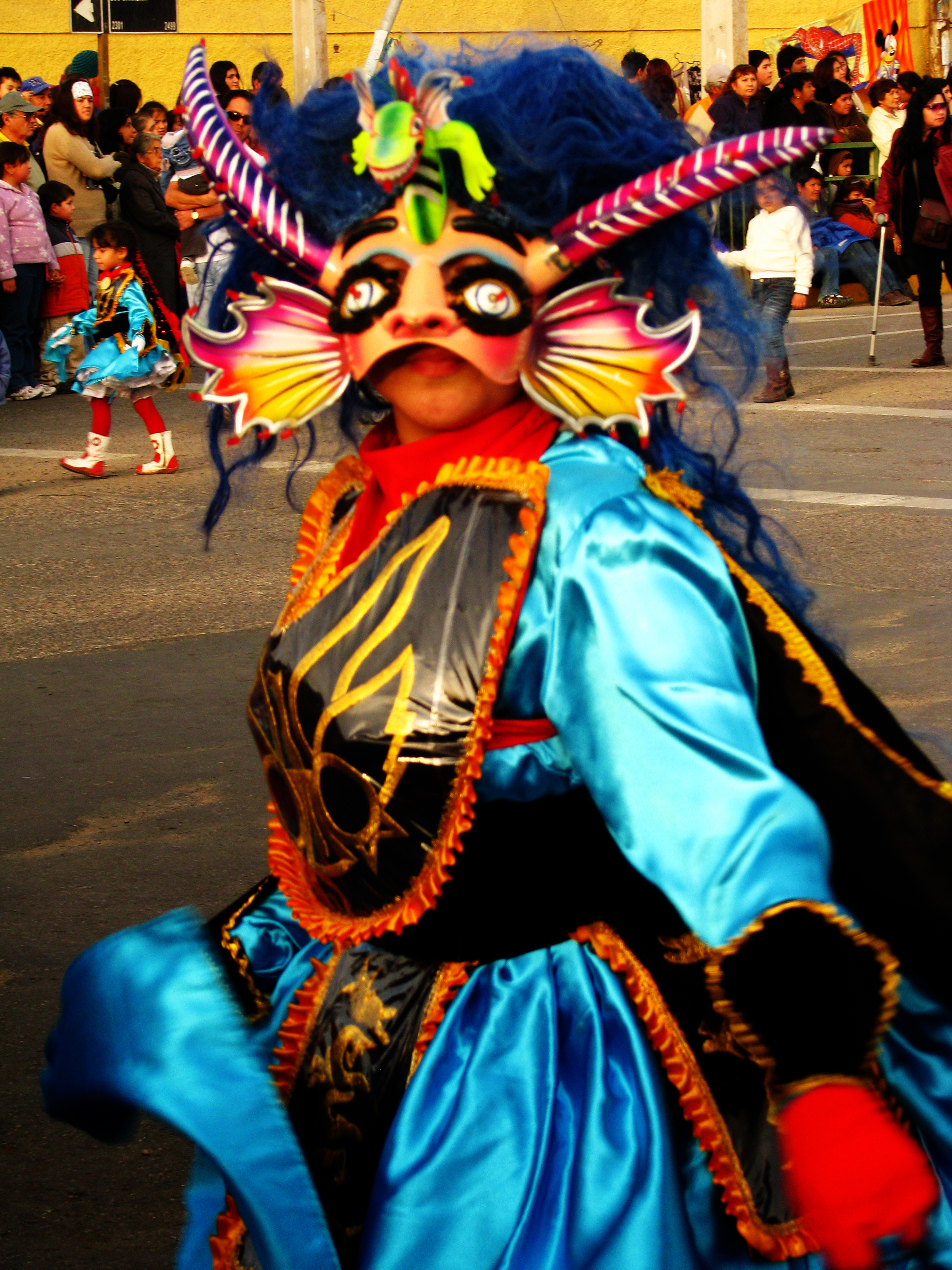
Caracterización tradicional en los bailes en honor a la Virgen de la Candelaria en la ciudad de Copiapó.

La Fiesta de la Candelaria es la principal festividad religiosa de la región de Atacama, donde se congregan alrededor de 200 mil peregrinos y alrededor de 70 cofradías de Bailes Religiosos durante su Fiesta Grande, similares a los que posee la Fiesta de la Tirana, donde los grupos de bailes son conocidos como "Chinos de la Candelaria".[cita requerida]
La Fiesta de la Virgen de la Candelaria, tiene una duración de 12 días, 9 días de novena y 3 de fiesta.
En los primeros 9 días, hay Misas a las 6, 7, 8 y 9 de la mañana, por la tarde la novena a las 19 horas que tiene intenciones por los niños, las parroquias, los jóvenes, las mujeres, bailes religiosos, entee otros, y la Misa Vespertina a las 20 horas.
En los 3 días de fiesta, encontraremos las celebraciones más importantes, como lo es la "Víspera de la Fiesta" y la Misa Solemne, que es el Domingo a las 10 horas, y la procesión grande a las 16 horas. A esto también se suman celebraciones especiales como la bendición de los enfermos, la bendición de los niños, el encuentro de los mineros y trabajadores y la Misa de Chinos difuntos.
En las vísperas de la fiesta, se realiza una procesión denominada como "Procesión de las Candelas" que coincide con el día de la Presentación del Niño Jesús en el Templo, quedando a la espera del día 2 de febrero, que se considera como el día de celebración, debido al hallazgo que realizó el arriero Mariano Caro Inca en las cercanías de Copiapó.[cita requerida]
Dentro de las varias costumbres locales, los vecinos de Copiapó cantan el "Feliz cumpleaños" a la Virgen de la Candelaria, le ofrecen obsequios y le dedican un esquinazo en su honor.[cita requerida]
El día 2 de febrero se bendicen a los niños, por lo cual se dedica esta Misa para los más pequeños de cada familia, donde el Obispo de Copiapó entrega la bendición y la celebración esta dedica a ellos.
En los días siguientes, se dedican intenciones a los más enfermos y misas de sanación por las personas que no pueden acudir a los servicios religiosos. Además, se realizan eucaristías especiales a cada realidad laboral: mineros, obreros, temporeros y otros trabajos se reúnen en una celebración especial para encomendarse a la Virgen de la Candelaria una especial bendición a sus empresas, lugares de trabajo, etc.
En los dos últimos días, en las afueras del santuario se congregan los diversos grupos de baile, quienes participan en una colorida procesión por las calles aledañas al Santuario, esta procesión dura entre 4 y 5 horas. Esta parte de la celebración es la más esperada por los fieles, ya que muestran la alegría por la protección de la Virgen.[cita requerida]

### Región del Maule
Se celebra principalmente en la costa, en la ciudad de Chanco, en la Iglesia de San Ambrosio, hoy destruida por el terremoto de 2010, es una fiesta que convoca a miles de fieles el 2 de febrero, en la antigua iglesia había un mural con la inscripción que declara a la advocación como patrona de la región del Maule
Sin embargo hasta el momento se desconocen decretos y declaraciones oficiales que avalen dicho patronazgo de la Virgen de la Candelaria sobre la Región del Maule (la subdivisión de la Región del Maule existe como tal desde el proceso de regionalización impulsada por la Dictadura Militar, casi 50 años después de declarar la separación oficial iglesia-estado).
El 24 de enero de 2020 el pueblo de Chanco dio por concluida la restauración del templo parroquial de San Ambrosio de Chanco, considerado como monumento histórico nacional, manteniendo el estilo arquitectónico de la iglesia previo al sismo del 27 de febrero del 2010. Con presencia de autoridades y con financiamiento de recursos estatales, fue consagrado el templo de manos de monseñor Tomislav Koljatic, Obispo de Linares, contando con la presencia de la alcaldesa de Chanco, doña Viviana Díaz Meza, y de varias autoridades de la provincia de Cauquenes y la región del Maule. Ese mismo día por la tarde-noche se dio inicio a la novena de Nuestra Señora de la Candelaria de Chanco gracias a lo cual ya se comenzó con el retorno paulatino de la imagen de la patrona de Chanco; el obispo de Linares otorgó indulgencia plenaria para todos aquellos que visiten el templo como peregrinos con las condiciones habituales para ganar la indulgencia plenaria, sin embargo por las condiciones generadas por la pandemia del COVID-19 pocos peregrinos han podido acercarse a ver el templo remozado.

### Región del Ñuble
En las costas de la región del Ñuble se celebra en varias comunidades ubicadas en la región. En la comuna de Cobquecura se conmemora en la Iglesia de Piedra, donde se desarrollan a la par varias actividades propias del campo chileno: corridas de rodeo, domaduras y fiestas huasas.

### Región del Biobío
En Lota y San Pedro se reza la Novena de preparación y varios fieles pagan sus mandas. En esta zona es característica esta festividad por la antigua mina de carbón de Lota y Coronel que se ubicaban en ambas localidades, y se unía principalmente al hecho que sea la protectora de los mineros del norte.
En la comunidad de Lota se celebra también la "chaya" que es una ocasión donde todos quedan bendecidos mediante un baño en agua bendita, que narrado según un cronista de El Mercurio se describe como:

Ésta se une al festejo del carnaval. Ni los trenes, ni los pasajeros, ni la policía se libran de ser baldeados de agua carnavaleña, que al final es también la purificación impuesta por la Candelaria.

#### San Pedro de la Paz

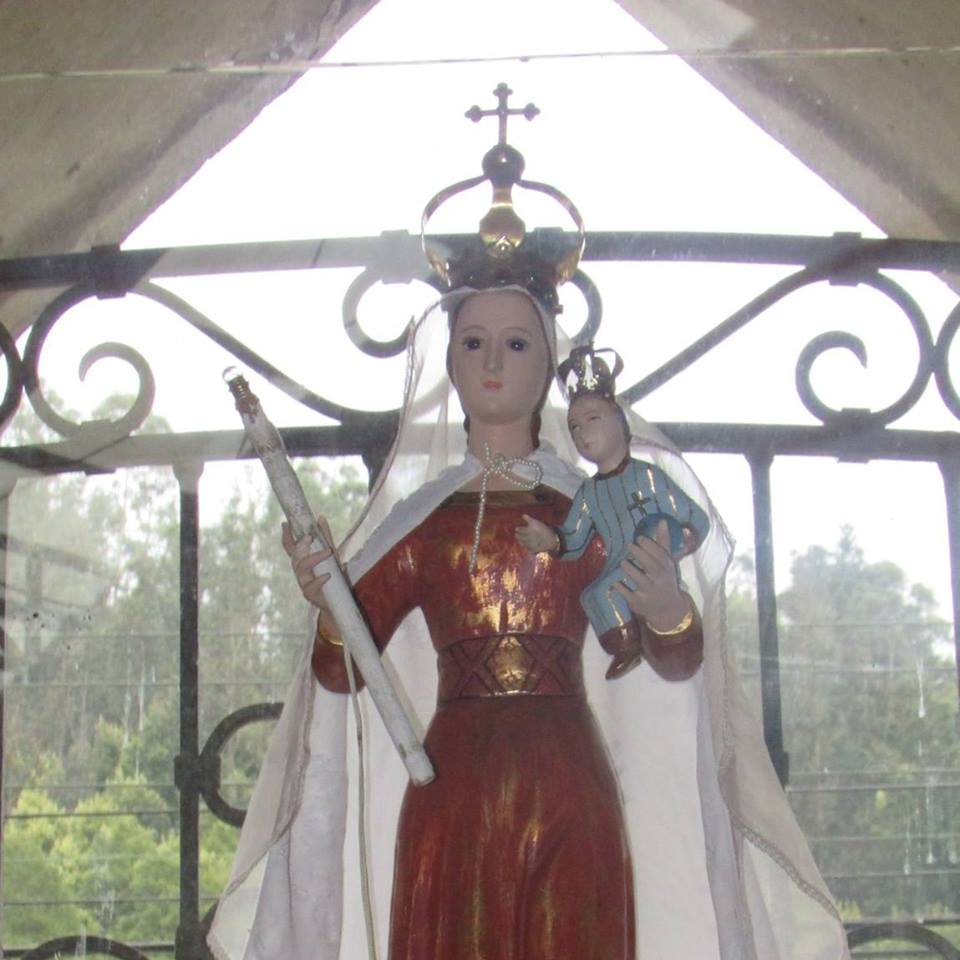
Probablemente la imagen más antigua que existe en Chile bajo la advocación de Candelaria, data del y se encuentra en San Pedro de la Paz

En un decreto municipal de la comuna de San Pedro de la Paz en la región del Biobío, se encomendó a la comunidad a la Virgen de la Candelaria como patrona de la ciudad. En la ceremonia se entregó una copia del decreto al arzobispo de la Arquidiócesis de Concepción, Monseñor Ricardo Ezzati, quien valoró este gesto por parte del municipio.
En la Parroquia de La Candelaria de la comuna se conserva una de las primeras imágenes traídas por los españoles hasta las australes tierras de Chile hace 400 años.

#### Diócesis Santa María de los Ángeles
Sector Victoria de La Candelaria - Santa Fe - Comuna de Los Ángeles. Se desconoce desde cuando se está venerando esta imagen en dicho sector de la Comuna, del cual lleva su nombre.[cita requerida]

### Regiones de Los Ríos y Los Lagos

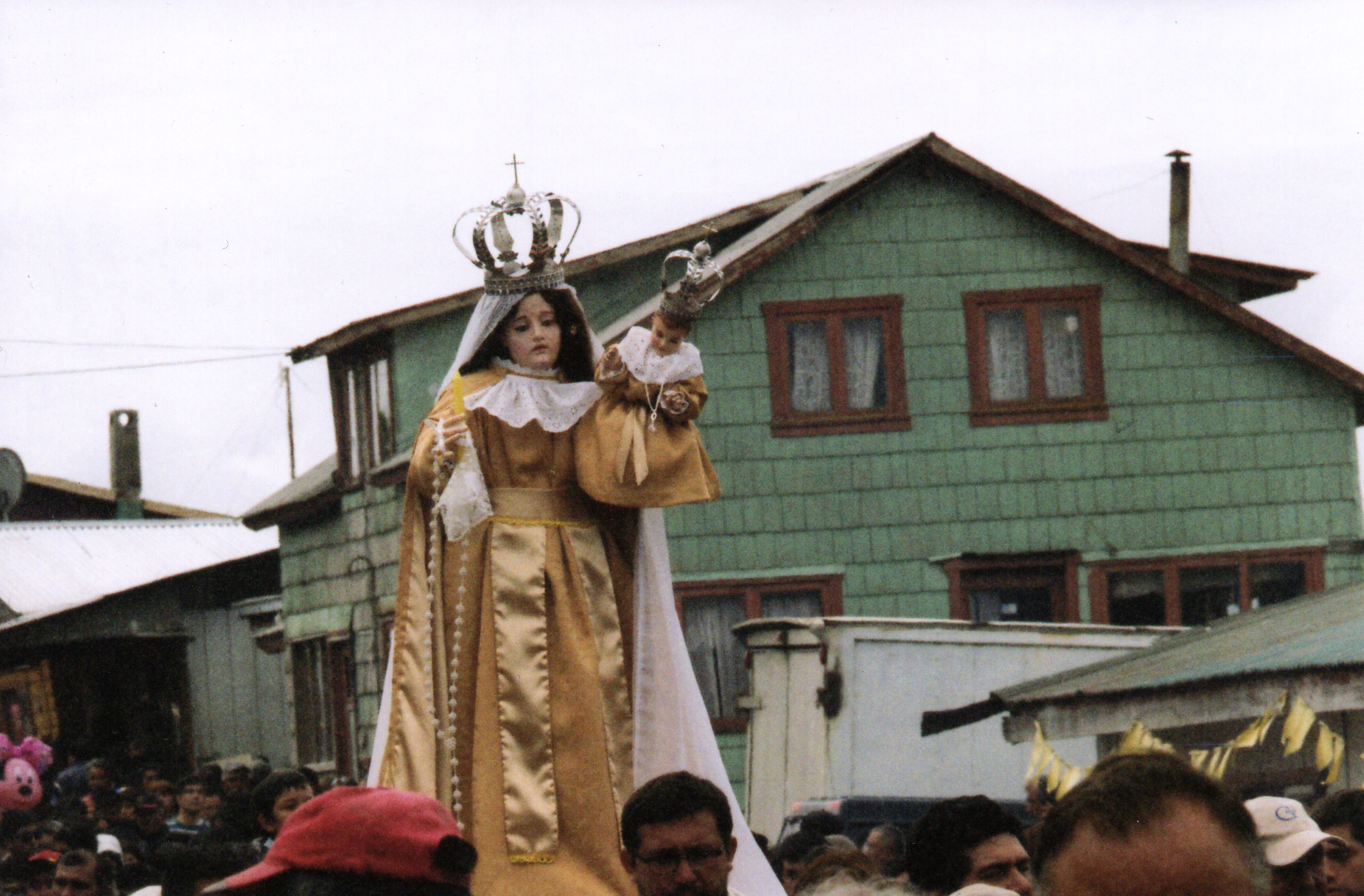
Procesión de la imagen de Nuestra Señora de la Candelaria de Carelmapu, una de las fiestas religiosas más importantes del sur de Chile.

la advocación más venerada y querida de las regiones de los Lagos y de Los Ríos, teniendo fiestas a lo largo y ancho de dicha zona de Chile, el foco de la devoción a la Candelaria en el sur de Chile es el pueblo histórico de Carelmapu, en la provincia de Llanquihue. Dicho pueblo fue fundado en 1602 aproximadamente por españoles que huían de Osorno tras el asedio indígena que destruyó la ciudad, llevándose con ellos las imágenes religiosas de la parroquia de San Mateo (hoy de Catedral de Osorno) y del convento de Santo Domingo, las que correspondían a Nuestra Señora de la Candelaria, Nuestra Señora del Rosario y San Miguel de Calbuco.
Se pensó en un principio llevar la imagen del Rosario a Carelmapu, donde estuvo unos años, sin embargo, para salvaguardar las imágenes quisieron llevarlas a Chiloé, según cuentan las crónicas de la época, cuando quisieron llevar la imagen de la Candelaria a Chiloé desde Carelmapu, el tiempo se los impidió, lo que fue visto como un milagro que  expandió su culto por toda la comarca, lo que permitió el desarrollo de una gran romería en Carelmapu y que hoy congrega a 30 000 fieles cada año.

#### Misión de Rahue

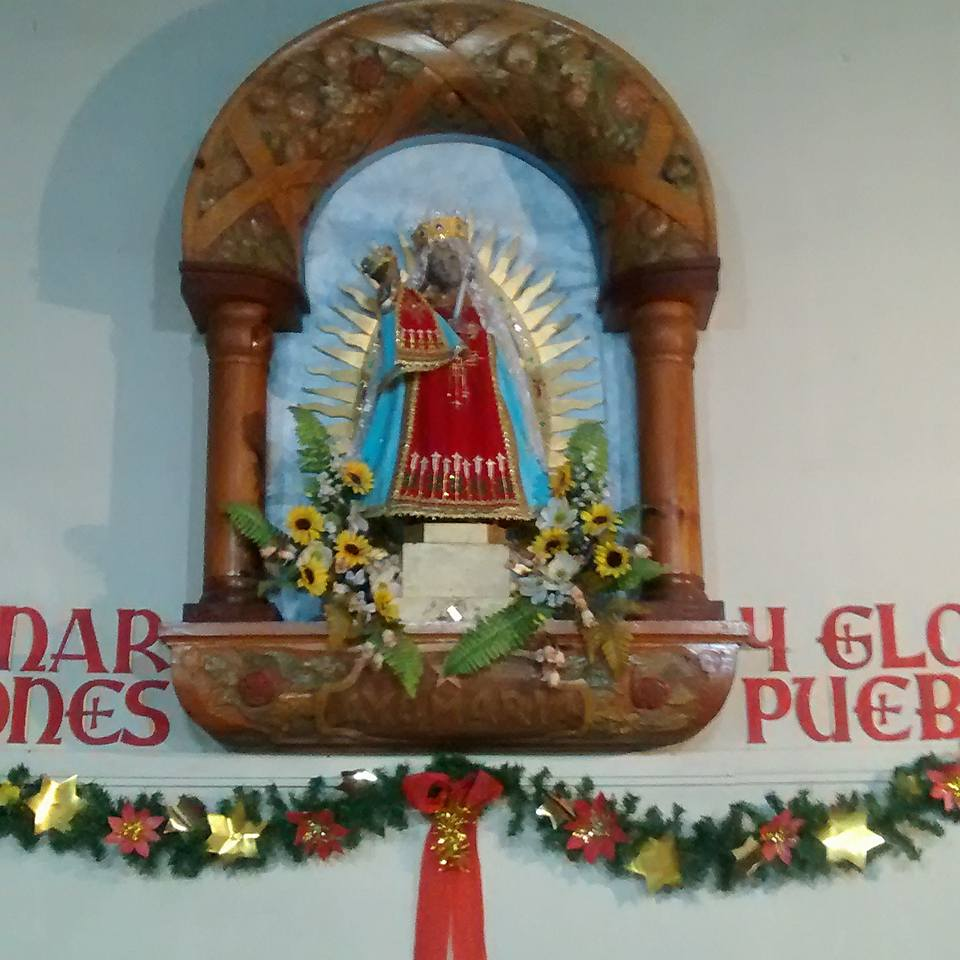
Imagen venerada en Osorno de Nuestra Señora de la Candelaria.

La Misión de Rahue tiene la particularidad de recibir anualmente la visita de los caciques huilliches de la zona de Osorno quienes cada 2 de febrero participan en una romería que se congrega a un importante número de fieles, quienes se visten de los colores de las vestiduras de la virgen (Rojo y azul) el culto a la Candelaria en la zona de Osorno proviene desde la repoblación de la ciudad en 1794, donde los repobladores pidieron una iglesia consagrada a dicha advocación dado que muchos de ellos venían de zonas de Chile donde ya era venerada, en ese mismo año se fundó la misión, San Juan Capistrano de Coyunco, donde se celebró la fiesta por primera vez, la después de medio siglo se trasladó a las orillas del río Rahue, donde se encuentra hasta la actualidad.